# Rafael Rozendaal
Rafaël Rozendaal (Amsterdam, 1980) és un artista Net.art i Neen que utilitza la Internet com a plataforma d'expressió.

## Obra
La pràctica artística de Rozendaal és més conegut per les seves imatges i pàgines web animades. No obstant això, també cal atribuir li algunes excel·lents aportacions en el camp de les instal·lacions, dibuixos i articles.
Les obres de Rozendaal es titulen segons el seu domini que tenen (per exemple, pinkyellowblue.com) i són públiques visitables des de qualsevol lloc del món amb connexió a Internet, ja que així ho especifica l'Art Website Sales Contract (de l'anglés, Contracte de Venda de Pàgines Web) que obliga a signar als seus compradors, així com mantenir sempre el domini actiu. “És l'equivalent a ser l'amo d'una escultura en un parc públic” afirma. "Hi ha un punt d'orgull de ser la persona que va encarregar o pagar per això. I el lloc encara identifica el propietari”
Una de les seves obres més conceptuals més respectades és pleaselike.com, una pàgina únicament destinada a clicar, voluntàriament, el clàssic botó de “like” de la xarxa social Facebook. L'obra però, conté la intervenció de tots i cada un dels visitants que decideixen si volen, o no, modificar el comptador que hi ha col·locat al seu costat. Aquesta metamorfosi de la mateixa pàgina i la participació de tots els internautes conviden a reflexionar els límits de l'autoria i l'originalitat.

## BYOB
Rozendaal és fundador del moviment BYOB (Bring Your Own Beamer), de l'anglés Porta El Teu Propi Projector. El concepte consisteix a projectar la Internet a un espai físic de manera que la gent pot, literalment, caminar a través d'Internet. Aquest primer esdeveniment al 20 de juliol del 2010 va donar peu a un manifest de tres punts: trobar un espai, convidar al màxim d'artistes i demanar-los que portin el seu projector. Ençà la primera edició, els BYOB s'han repetit a més de 115 ciutats del món, entre les quals s'hi troba Barcelona (dues edicions) i la de Mallorca